# Ulica Powstańców w Katowicach
Ulica Powstańców w Katowicach – ulica w Katowicach, położona w centralnej części miasta, łącząca Śródmieście z dzielnicą Osiedle Paderewskiego-Muchowiec.

## Przebieg
Ulica rozpoczyna swój bieg od skrzyżowania z ulicą Tadeusza Kościuszki i ulicą PCK. Następnie krzyżuje się z ulicami Podchorążych, Konckiego i Wita Stwosza. Przed archikatedrą Chrystusa Króla biegnie obok placu św. Jana Pawła II i placu Katedralnego. Za nim krzyżuje się z ulicami: Plebiscytową, Królowej Jadwigi, Henryka Sienkiewicza, Józefa Lompy, Władysława Reymonta, Francuską. Za skrzyżowaniem z ul. ks. Konstantego Damrota znajduje się plac Rady Europy. Ulica Powstańców kończy swój bieg przy skrzyżowaniu z ulicą Graniczną.

## Historia
W okresie Rzeszy Niemieckiej (do 1922) ulica nosiła nazwę Bernhardstraße, w latach niemieckiej okupacji Polski (1939–1945) Straße der SA.

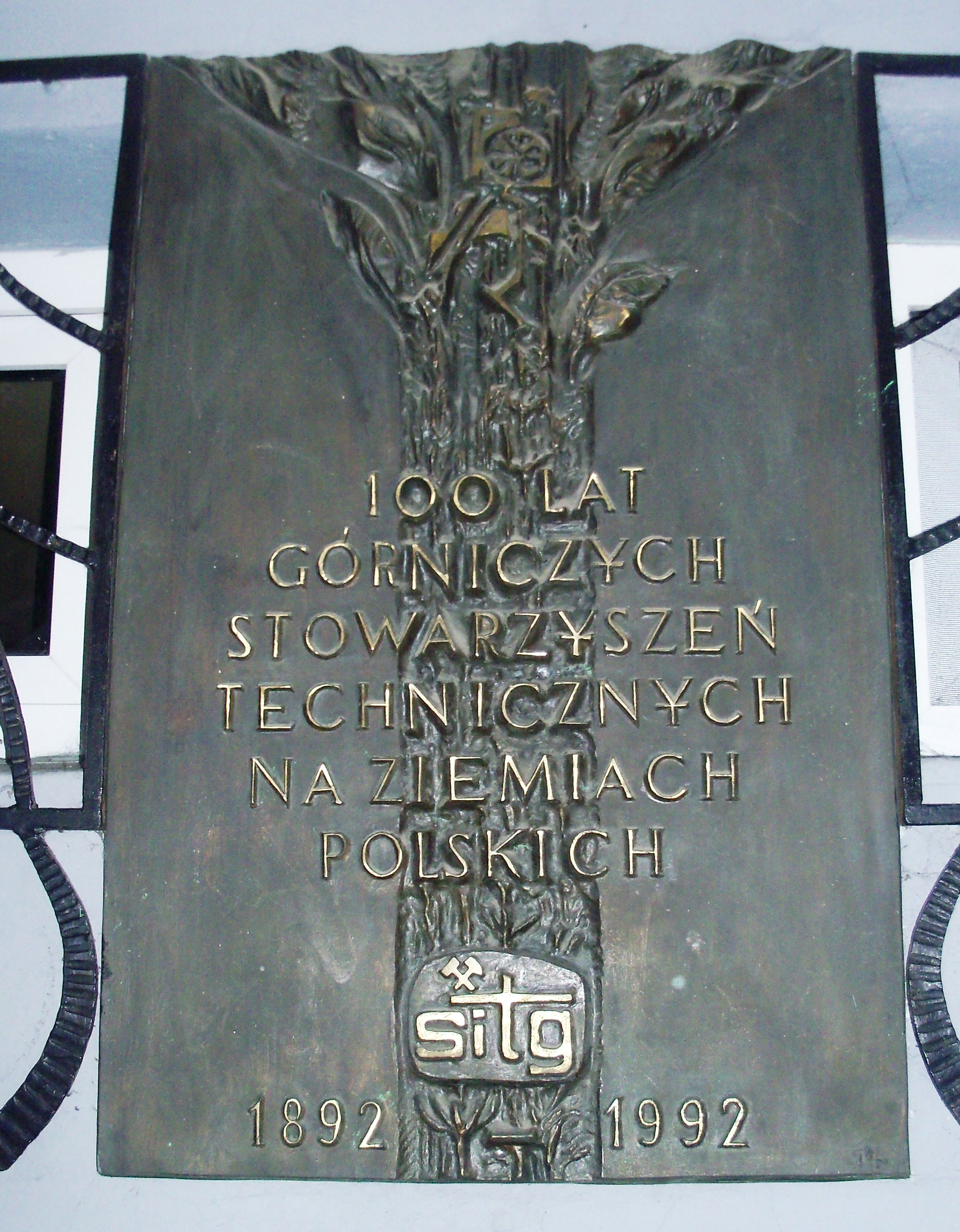
Tablica pamiątkowa umieszczona w setną rocznicę istnienia Górniczych Stowarzyszeń Technicznych na ziemiach polskich (ul. Powstańców 25)

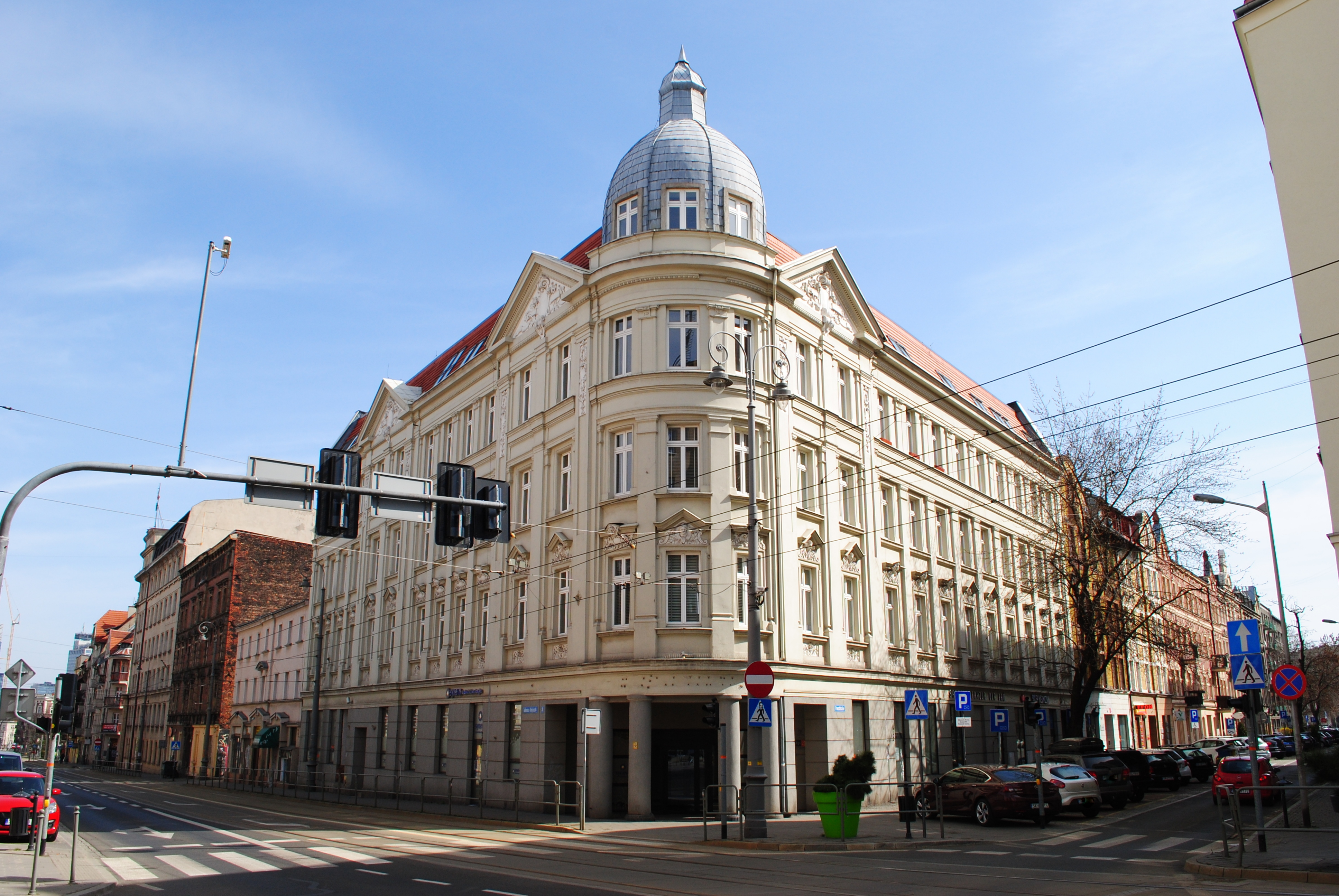
kamienica na rogu ulic T. Kościuszki i Powstańców

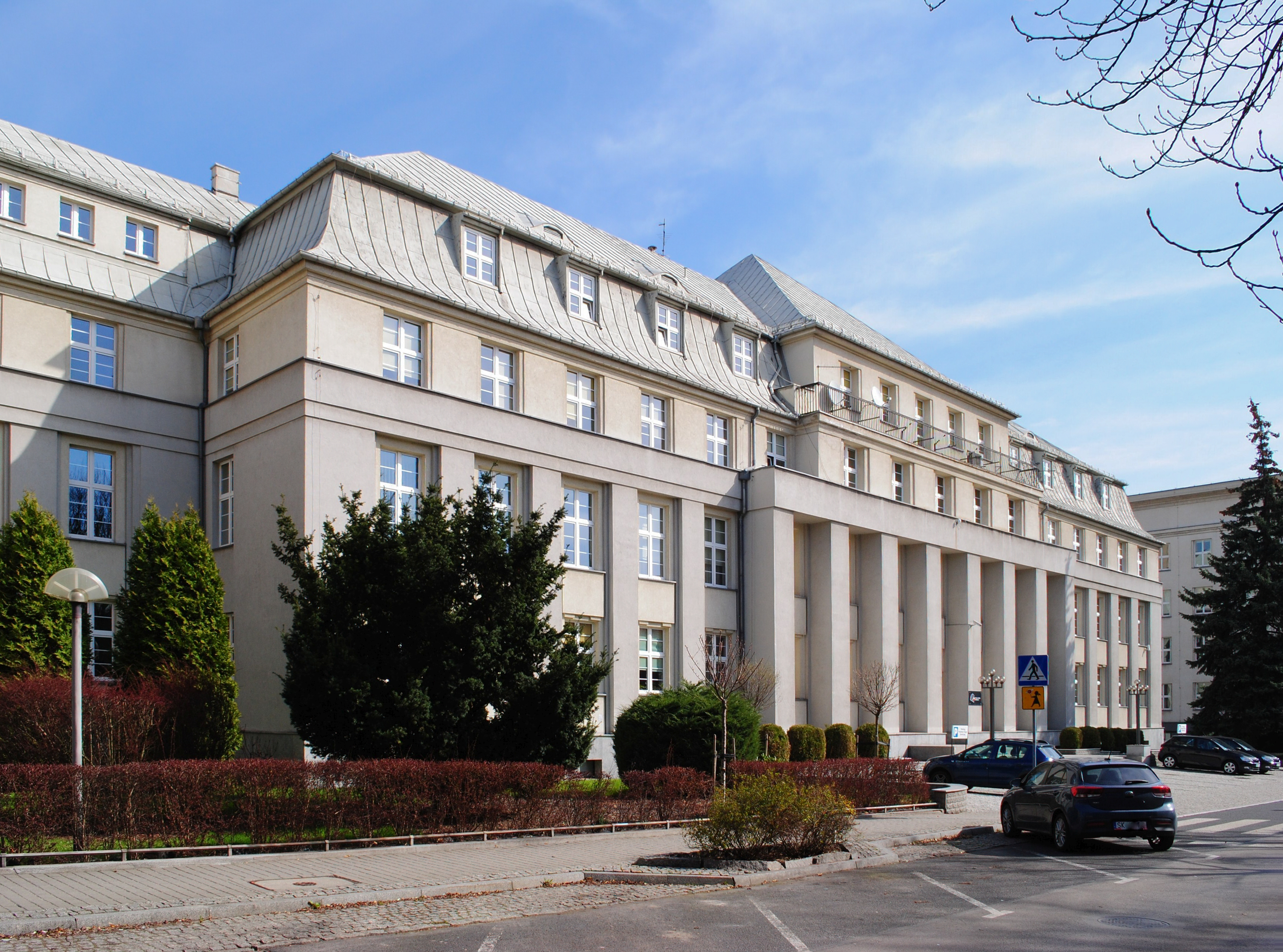
Budynek centrali Polskiej Grupy Górniczej (PGG)

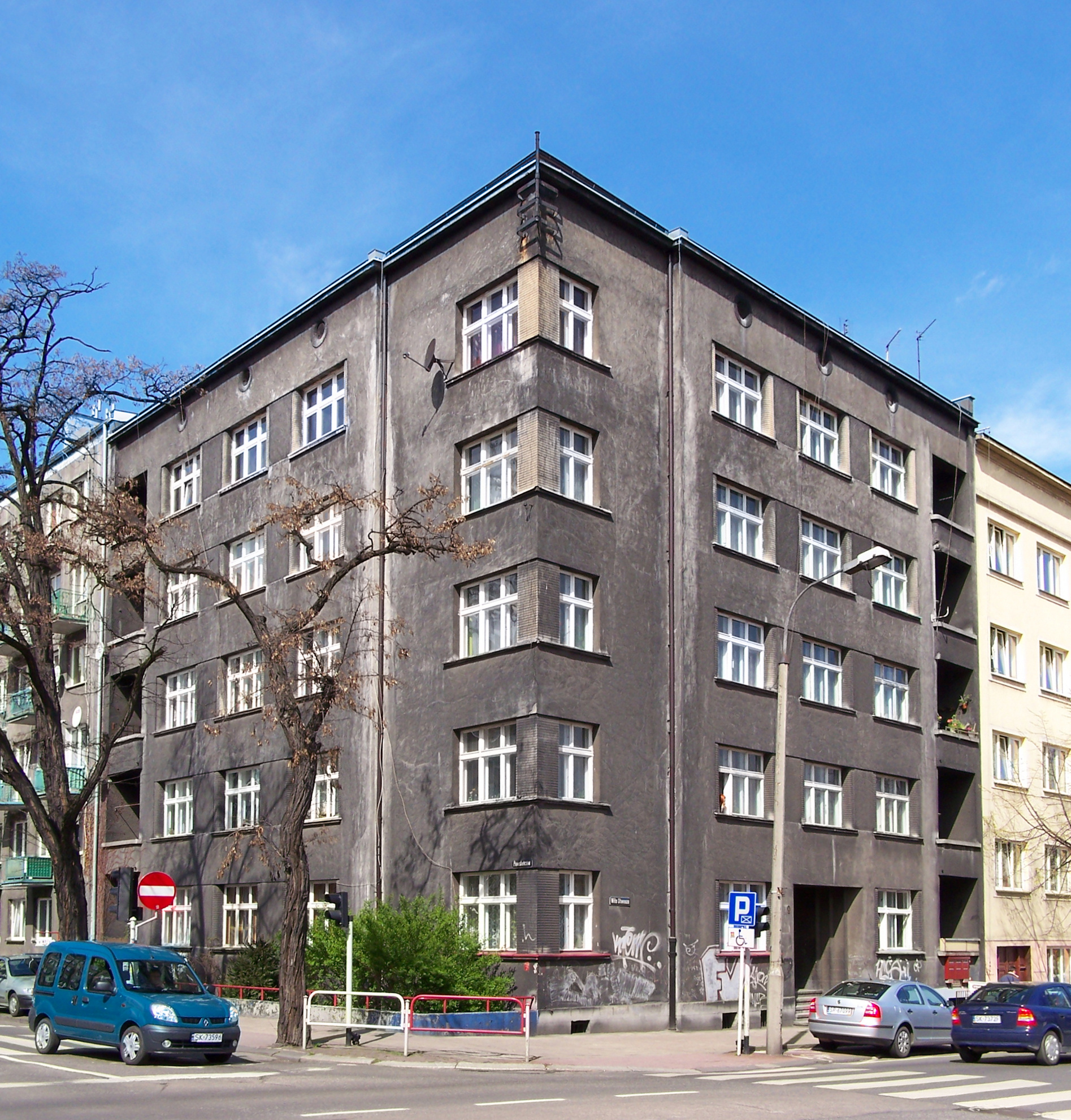
Budynek na rogu ulic Wita Stwosza i Powstańców

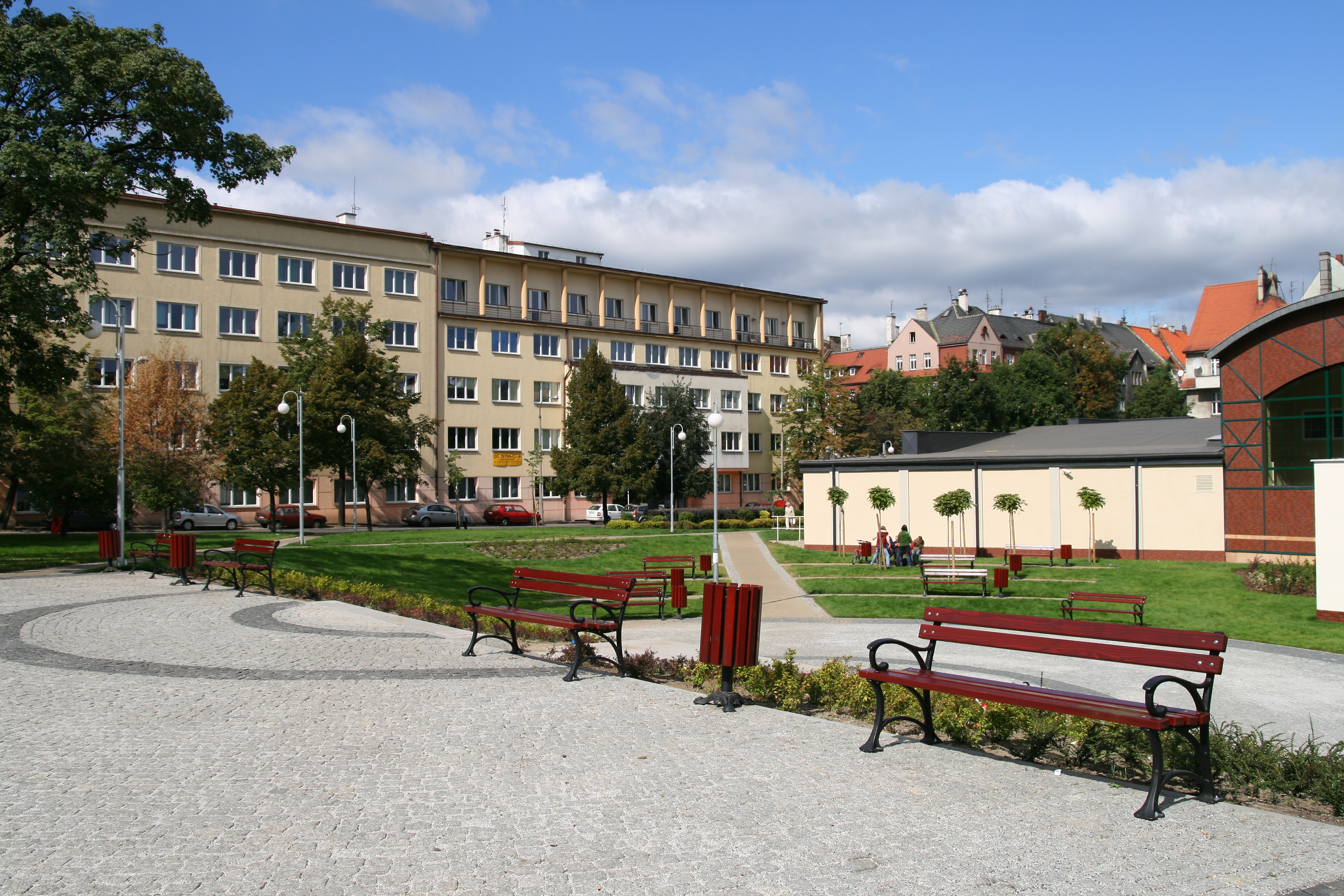
Plac św. Jana Pawła II przy ul. Powstańców

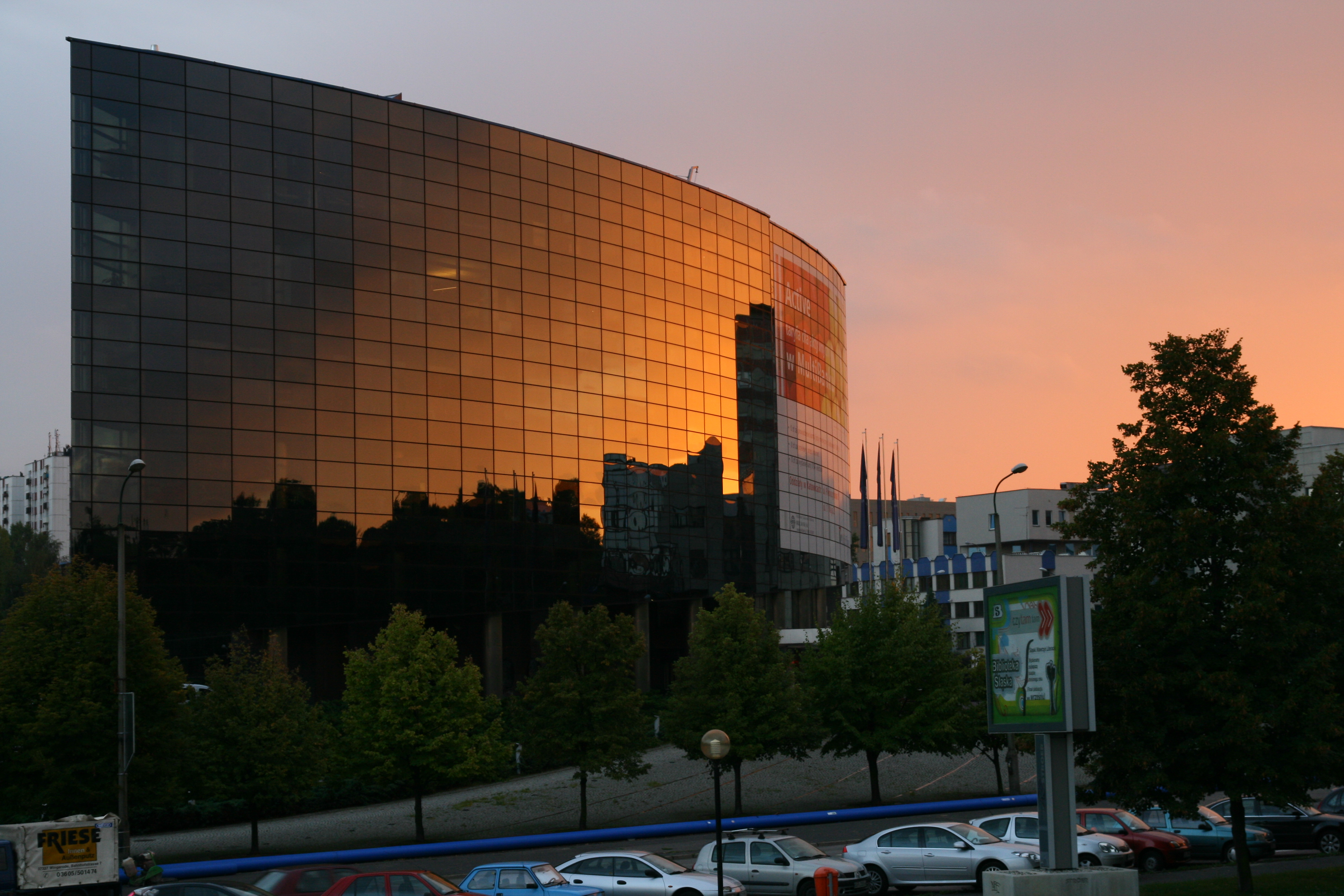
mBank przy ul. Powstańców

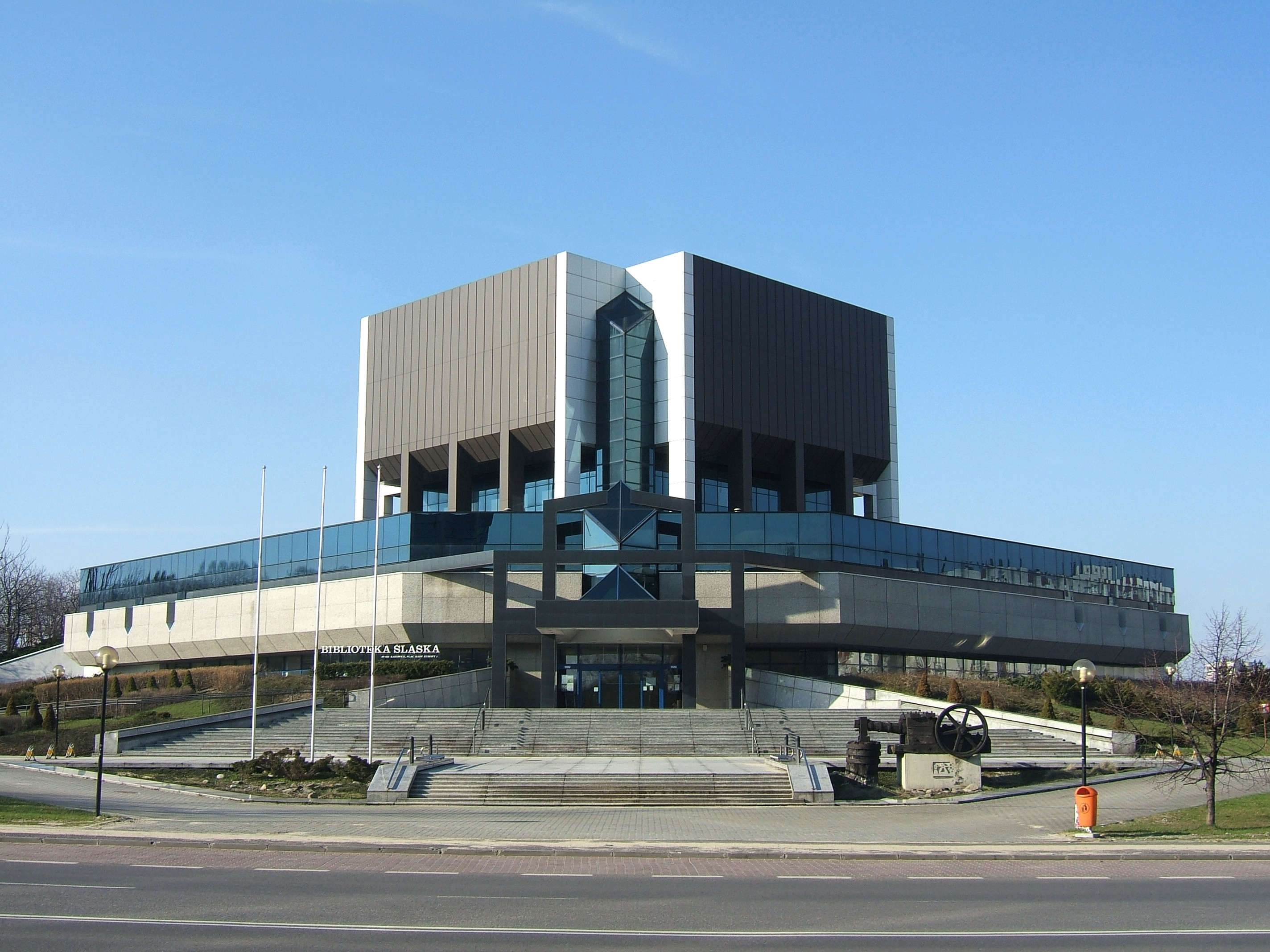
Biblioteka Śląska przy pl. Rady Europy

W latach międzywojennych przy ul. Powstańców (która miała wówczas inną, "gęstszą" numerację) swoje siedziby miały: sprzedająca produkty koksownicze firma Carbochemia (pod numerem 5), Związek Koksowni (ul. Powstańców 50), powstała w 1934 spółka Wytwórnia Blachy Cynkowej (pod numerem 34), Związek Kopalń Górnośląskich Robur (ul. Powstańców 49), dyrekcja kopalni księcia pszczyńskiego von Pless (ul. Powstańców 46), oddział domu handlowego Herman Meyer Sp. Akc. (pod numerem 5), Rybnickie Gwarectwo Węglowe oraz Syndykat dla Produktów Smołowcowych Sp. z o.o. (pod numerem 49), konsulat australijski (pod numerem 44).
W 1992 na fasadzie budynku pod numerem 25 umieszczono pamiątkową tablicę, poświęconą setnej rocznicy istnienia Górniczych Stowarzyszeń Technicznych na ziemiach polskich. W 2008 umieszczono na fasadzie budynku pod tym samym numerem tablicę, poświęconą Janowi Mitrędze – ministrowi górnictwa i energetyki w latach 1959–1974, wiceprezesowi Rady Ministrów w latach 1970–1975. W 2009 przeprowadzono remont nawierzchni i chodników na ulicy Powstańców. Dnia 3 sierpnia 2010 ulicą prowadziła trasa trzeciego etapu wyścigu kolarskiego Tour de Pologne 2010, a 2 sierpnia 2011 – trasa trzeciego etapu Tour de Pologne 2011.
27 stycznia 2011 na fasadzie budynku przychodni specjalistycznych odsłonięto tablicę pamiątkową, poświęconą katowiczanom, pomordowanym w Auschwitz.

## Opis
Przy ulicy Powstańców znajdują się następujące historyczne obiekty i miejsca (według współczesnej numeracji):
- narożna kamienica mieszkalna (ul. Powstańców 1, ul. T. Kościuszki 40)[14];
- narożna kamienica mieszkalna (ul. Powstańców 2, ul. T. Kościuszki 38)[14];
- kamienica mieszkalna (ul. Powstańców 3)[14];
- kamienica mieszkalna (ul. Powstańców 4)[14];
- biurowiec (ul. Powstańców 5), wzniesiony w latach trzydziestych XX wieku w stylu modernizmu/funkcjonalizmu[14];
- kamienica mieszkalna (ul. Powstańców 6)[14];
- zespół kamienic mieszkalnych (ul. Powstańców 7, 9), wzniesiony w latach trzydziestych XX wieku w stylu funkcjonalizmu[14];
- kamienica mieszkalna (ul. Powstańców 8)[14];
- kamienica mieszkalna (ul. Powstańców 10)[14];
- kamienica mieszkalna (ul. Powstańców 12, róg z ul. T. Konckiego)[14];
- gmach Wojewódzkiego Biura Funduszu Pracy (ul. Plebiscytowa 36, 38, ul. Powstańców 17)[14], wzniesiony w 1936 według projektu Zbigniewa Rzepeckiego[15] w stylu funkcjonalizmu;
- narożna kamienica mieszkalna (ul. Powstańców 21, ul. H. Sienkiewicza 45)[14];
- kamienica mieszkalna (ul. Powstańców 22)[14];
- zabytkowa willa, tzw. "korfantówka" (ul. Powstańców 23), wpisana do rejestru zabytków (nr rej.: A/1565/94 z 30 grudnia 1994[16]); wzniesiona w latach 1908–1909 według projektu Paula Franziocha jako dom własny[17], w latach 1923-1939 był to dom Wojciecha Korfantego[18][19], obecnie (2023) Przedszkole Miejskie nr 33;
- kamienica mieszkalna (ul. Powstańców 24)[14];
- willa w ogrodzie (ul. Powstańców 25)[14];
- narożna kamienica mieszkalna (ul. Powstańców 26, róg z ul. H. Sienkiewicza)[14], pod koniec lat 30. XX wieku zamieszkiwał w niej płk Wacław Szalewicz[20];
- budynek w ogrodzie (ul. Powstańców 27)[14];
- kamienica mieszkalna (ul. Powstańców 28)[14];
- willa (biura) z ogrodem (ul. Powstańców 29, róg z ul. J. Lompy), wzniesiona na początku XX wieku w stylu modernizmu[14], obecnie (2023) delegatura NIK;
- willa w ogrodzie (ul. Powstańców 29a)[14];
- budynek dawnej K. P. Dyrekcji Górniczej (ul. Powstańców 30), wzniesiony w pierwszym dziesięcioleciu XX wieku w stylu modernizmu[14], po II wojnie Ministerstwo Górnictwa i Energetyki, od 2015 r. siedziba Polskiej Grupy Górniczej, od 2024 siedziba Ministerstwa Przemysłu[21];
- historyczny budynek dawnego Związku Kopalń Górnośląskich Robur – obecnie specjalistyczne przychodnie zdrowia (ul. Powstańców 31, róg z ul. J. Lompy i ul. Rybnicką), wzniesiony na początku lat 20. XX wieku w stylu modernizmu[14];
- biurowiec (ul. Powstańców 34), wybudowany w 1915 w stylu późnego modernizmu z elementami neobaroku i neoklasycyzmu[14]; mieściła się w nim wówczas siedziba zakładów Siemens-Schuckertwerke(inne języki)[22];
- dom mieszkalny (ul. Powstańców 35, 37, ul. Francuska 49, 51)[14].
- zabytkowy zespół cmentarny (pomiędzy ulicami Powstańców, Konstantego Damrota i Francuską), który tworzą cmentarz ewangelicki (z 1882) i cmentarz rzymskokatolicki (z 1860); zespół został wpisany do rejestru zabytków (nr rej.: A/1516/93 z 26 lutego 1993)[19];

W latach 1997–1999 przy ul. Powstańców 43 wzniesiono siedzibę Banku Rozwoju Eksportu w Katowicach. Autorami projektu byli architekci: Z. Stanik, J. Czarnecki, P. Pawłowski, J. Lelątko i A. Pietras (współautor projektu). Konstrukcję zaplanował inżynier St. Lintner. Gmach posiada powierzchnię netto 7440 m² i kubaturę 34 600 m³. Na fasadzie budynku pod numerem 31 znajduje się tablica, upamiętniająca torturowanych i zamordowanych Polaków; w tym budynku w latach 1939–1945 istniała siedziba Gestapo, a w latach 1945–1954 Wojewódzki Urząd Bezpieczeństwa Publicznego.
Przy ulicy Powstańców swoją siedzibę mają: Ministerstwo Przemysłu, "Biuro Współpracy Dolnego Renu i Województwa Śląskiego", banki, firmy handlowo-usługowe, Centrala Zaopatrzenia Górnictwa, Centralny Ośrodek Informatyki Górnictwa S.A, Górnośląska Agencja Rozwoju Regionalnego S.A., Hutnicze Przedsiębiorstwo Remontowe S.A., Wojewódzki Inspektorat Ochrony Środowiska, kancelarie prawnicze i adwokackie, Komenda Wojewódzka Państwowej Straży Rybackiej, Polska Grupa Górnicza S.A. (centrala), delegatura Ministerstwa Skarbu Państwa, delegatura Najwyższej Izby Kontroli, Centrum Infrastruktury Poczty Polskiej (oddział regionalny), "Polskie Liny" Sp. z o.o., Miejskie Przedszkole Publiczne nr 33, Regionalna Dyrekcja Ochrony Środowiska, Zarząd Główny Stowarzyszenia Inżynierów i Techników Górnictwa, Śląskie Centrum Profilaktyki i Psychoterapii, Wojewódzki Inspektorat Nadzoru Budowlanego, Wojewódzki Inspektorat Transportu Drogowego, Wojewódzki Ośrodek Zapobiegania i Leczenia Uzależnień, Wojewódzkie Pogotowie Ratunkowe, Zespół Wojewódzkich Przychodni Specjalistycznych, wydziały Urzędu Marszałkowskiego.
Ulicą Powstańców na odcinku pomiędzy ulicami J. Lompy a Graniczną kursują autobusy na zlecenie Zarządu Transportu Metropolitalnego (ZTM).